# Cukej Migda
Cukej Migda (hebrejsky: צוקי מגדע) je horský stupeň o nadmořské výšce cca 200 metrů v severním Izraeli, v pohoří Gilboa.
Leží v jižní části pohoří Gilboa, cca 7 kilometrů jihozápadně od města Bejt Še'an a 2 kilometry východně od vesnice Mejrav. Má podobu výrazného terénního stupně, který prudce klesá z pohoří Gilboa po odlesněných skalnatých svazích do zemědělsky využívaného Bejtše'anského údolí, kam po jižní straně tohoto útvaru klesá také vádí Nachal Avinadav. Lokalita je turisticky využívána, kaňon vádí Nachal Avinadav ale zabírá povrchový lom. Na severozápad odtud stojí podobný skalnatý útvar Matlul Avinadav.